# Салвадор на Светском првенству у атлетици на отвореном 2017.
Салвадор је учествовао на Светском првенству у атлетици на отвореном 2017. одржаном у Лондону од 4. до 13. августа шеснаести пут, односно учествовао је на свим првенствима до данас. Репрезентацију Салвадора представљао је 1 такмичар који се такмичио у трци на 400 метара са препонама.,
На овом првенству такмичар Салвадора није освојио ниједну медаљу, нити је постигао неки резултат.

## Учесници
Мушкарци:
- Пабло Андрес Ибанез — 400 м препоне

## Резултати

### Мушкарци
| Атлетичар           | Дисциплина    | Лични рекорд | Квалификације | Квалификације | Плуфинале            | Плуфинале            | Финале               | Финале       | Детаљи                                  |
| Атлетичар           | Дисциплина    | Лични рекорд | Резултат      | Место         | Резултат             | Место                | Резултат             | Место        | Детаљи                                  |
| ------------------- | ------------- | ------------ | ------------- | ------------- | -------------------- | -------------------- | -------------------- | ------------ | --------------------------------------- |
| Пабло Андрес Ибанез | 400 м препоне | 51,29 НР     | 52,72         | 8 у гр. 1     | Није се квалификовао | Није се квалификовао | Није се квалификовао | 36 / 36 (40) | Архивирано на веб-сајту (6. април 2018) |